# Buenaventura Macabeo Maldonado
Buenaventura Macabeo Maldonado Vivas (Ureña, Venezuela, 1854 - Cúcuta, Colombia, 19 de diciembre de 1901) fue un militar y político venezolano, una de las figuras principales en contiendas políticas y militares de la región andina latinoamericana y venezolana (El Gran Estado de Los Andes)  como la Guerra del Pacífico y la Revolución Legalista (1892), entre otras. 
En Venezuela, se desempeñó como diputado por el Estado Táchira en diversas oportunidades (1878, 1880, 1881, 1893, 1896), fue columnista en distintas publicaciones periódicas, fundador y director del periódico El Republicano, así como cofundador, en alianza con partidarios de Carlos Rangel Garbiras y del general José Manuel Hernández, del Partido Republicano.

## Biografía
Buenaventura Macabeo Maldonado nace en Ureña en el año 1854. Hijo de Juan Bautista Maldonado y Cornelia Vivas, es el primero de cinco hermanos: Secundina Maldonado Vivas, Mario Maldonado Vivas, Juan Maldonado Vivas y Samuel Darío Maldonado Vivas.
Aunque algunos datos sobre la vida de Buenaventura Maldonado, entre ellos los vinculados a su descendencia, no han podido precisarse con exactitud; se sabe que tuvo varios hijos, tres de ellos reconocidos: Aminta Maldonado, Cornelia Maldonado de Parra y Petra Maldonado de Buenaño. El general Maldonado tuvo una estrecha relación con Colombia, país en el que vivió numerosos exilios, desde donde organizó varias incursiones militares y donde muere el 19 de diciembre de 1901.

### Actividad militar y política
Desde su adolescencia, se identificó con el Partido Liberal y participó en las luchas entre bandos políticos por el control gubernamental de la región andina de Venezuela. Se desempeñó como Diputado por el estado Táchira entre 1878 y 1880; estos serán los primeros ejercicios en dicho rol a lo largo de su carrera. 

### Trayectoria militar

#### Participación en la Guerra del Pacífico (1879-1884)
A mediados de 1880, al año de haber empezado la Guerra del Pacífico, Buenaventura Maldonado se aparta de sus labores parlamentarias en la Cámara Legislativa Nacional, para viajar al Perú y participar a favor de los intereses de Perú y Bolivia, contra las pretensiones expansionistas chilenas. Allí se distingue por el papel que jugó en distintos combates, como los tres combates en El Callao, en los que manejó la artillería.

Además se distingue por las iniciativas que tomó de difundir lo que consideraba justos intereses y reclamos de Perú y Bolivia frente a Chile, parte de esta difusión fue la publicación de artículos de opinión en periódicos peruanos y venezolanos; esto, finalmente, fue reconocido por el gobierno peruano. En agosto de 1880 envía un escrito, desde Lima a sus padres; entre su mensaje les informa:
“...La guerra no tiene visos de terminar: yo creo que ahora no más empieza. Por allá creerán hundido al Perú; pero no. La causa de que nada se sepa de su posición formidable, es porque el Gbno. ha prohibido a la prensa, y a los particulares en su correspondencia, comunicar nada. Así caerá Chile en el garlito como lo verán. En una palabra, el Perú se ha apeltrechado ya de armas y de una artillería superior a la de los chilenos, introducida al país en estos días y que todo mundo ignora.»
Por sus servicios militares, el gobierno peruano le otorga una remuneración a Maldonado la cual dona al Hospital Militar de Lima. A principios de 1881, Buenaventura vuelve a Venezuela y retoma sus labores en el Congreso, en donde incluye la propuesta de un Decreto en el que defiende la unión entre las naciones americanas y la solución de sus conflictos mediante la negociación; entre sus propuestas, por ejemplo, estaba la permanencia de la disputa dentro de las normas del Derecho.

#### Primer exilio y alzamientos
En el año 1881 fue encarcelado por orden del presidente Antonio Guzmán Blanco. A raíz de esto, Buenaventura Maldonado se exilia en Colombia, por un lapso de casi diez años durante el cual organiza y participa en varios incursiones militares a tierras venezolanas.
“…Exiliado en Cúcuta en forma casi permanente (1881-1892), Maldonado participa en varios alzamientos…”“…El carácter de segundo jefe con que venía investido Maldonado [en 1886], nos fuerza a creer que ya éste había tomado parte activa en anteriores expediciones marciales en los años de 1881 y 1885, capitaneadas también por el citado general Prato.”
El general Maldonado formó parte de varios alzamientos contra los gobernantes locales, regionales y nacionales; como por ejemplo, el alzamiento contra el gobierno tachirense del general Espíritu Santo Morales en 1886.

#### Participación en la Revolución Legalista de 1892
En 1892, el general Buenaventura Maldonado forma parte de las luchas que se dieron en el Táchira durante la Revolución Legalista; en este conflicto nacional el general Joaquín Crespo decide alzarse contra el presidente Raimundo Andueza Palacio, quien tras la reforma de la Constitución de 1891, quería mantenerse en el poder; como lo afirma el historiador tachirense Juan Contreras Serrano (1997):
“En 1892, año de la guerra ‘legalista’, hubo otra invasión bélica a territorio venezolano, procedente también de territorio colombiano, bajo el comando del general B. Macabeo Maldonado y de los coroneles Andrés Bautista y Ramón Vizcaya, con armas facilitadas por autoridades de Cúcuta, según informó uno de los jefes de ella…»
El general Buenaventura Maldonado fue el jefe de la batalla de Cuchicuche, librada el 16 de abril de 1892, que fue la última victoria de la Revolución Legalista. Luego de este triunfo, le entrega el mando de sus tropas al general Espíritu Santos Morales, quien había sido nombrado previamente jefe de operaciones del Táchira. Esta división del ejército legalista fue derrotada por el ejército del presidente Andueza Palacio, comandado por el general Cipriano Castro; pero, finalmente, se impuso a nivel nacional el ejército legalista del general Joaquín Crespo.
A raíz de su victoria, el general Maldonado fue designado por el nuevo Presidente de la República, el general Joaquín Crespo, para ocupar el cargo de Interventor de la Aduana de Maracaibo. Al año siguiente, en 1893, ocupa nuevamente una curul parlamentaria, como representante del Gran Estado los Andes. En este puesto duró muy poco, debido a que ese mismo año, por diferencias internas con sus copartidarios liberales, decide separarse de la política y retirarse a Cúcuta, para dedicarse a la actividad agropecuaria. Este retiro dura casi tres años, hasta comienzos de 1896, cuando decide comunicarle al Presidente Joaquín Crespo, su deseo de volver al campo de la política, para trabajar por el avance político de Venezuela y por la consolidación de la paz.

#### Alzamiento contra el presidente Andrade en 1898
El general Ignacio Andrade asume la presidencia de la República el 28 de febrero de 1898, tras ser electo en septiembre de 1897, en unas elecciones consideradas fraudulentas por los partidarios del candidato del Partido Liberal Nacionalista y el general José Manuel Hernández. En marzo de ese mismo año, el general Hernández lidera un alzamiento contra el nuevo gobierno conocido como la Revolución de Queipa; esta tuvo varias repercusiones y partidarios en distintas partes del país.
En el estado Táchira, el general Carlos Rangel Garbiras lideró esta lucha contra el nuevo gobierno. El general Buenaventura Macabeo Maldonado vino a apoyar a Rangel Garbiras desde Colombia, donde se encontraba exiliado. Esta sería la última campaña militar en la que participaría el general Maldonado, pues tras el fracaso de la misma sería capturado y trasladado a Caracas desde donde partiría a su último exilio en Colombia donde fallece.

### Trayectoria política

#### Representación en el Congreso Nacional
Buenaventura Maldonado forma parte de la Cámara de Diputados como representante por el Estado Táchira, el 23 de febrero de 1880. A mediados de este mismo año, con el estallido de la Guerra del Pacífico, se aparta de sus labores parlamentarias para colaborar en la Guerra a favor de Perú y Bolivia. A principios de 1881, de regreso a Venezuela, Buenaventura Maldonado retorna a sus labores en el Congreso, en donde incluye la propuesta de un Decreto en el que propugna la unión entre las naciones americanas y la solución de sus conflictos mediante la negociación, señala Contreras Serrano (1977):
“En Caracas continuó Maldonado su cruzada por la prensa y en el Parlamento en pro de sus ideas americanistas, tendientes a la defensa de las dos naciones bolivarianas en el conflicto del Pacífico; y entre otros actos presentó a la Cámara de Diputados” (J. Contreras, 1977, p.34-35)
Pocos meses después, es arrestado por oponerse a las acciones del presidente Antonio Guzmán Blanco en contra del senador trujillano Eusebio Baptista, quien fuere privado de su inmunidad parlamentaria y también encarcelado.

#### El periódico y el partido Republicano
En 1896, año en que decide retomar sus actividades políticas, Buenaventura Maldonado crea y dirige el quincenario El Republicano. Este es utilizado como instrumento de lucha por los partidarios del partido Liberal, liderados por el general Juan Bautista Araujo, enfrentados a los partidarios del general Espíritu Santos Morales. El 18 de abril de 1896 comienza a circular en San Cristóbal el primer número. En el primer número del periódico, el general Maldonado hace una declaración de principios sobre su consuetudinaria participación en los conflictos regionales:
“…‘Si hemos sido hombres de lucha y en veintidós años aparecido en todos los movimientos armados del Táchira, no es que seamos enemigos del reposo de sus pueblos, sino que al contrario, por estos medios, ya que no ha sido posible por otros, hemos tratado de implantar las ideas que venimos alimentando desde niños. Si nos hemos equivocado y otros han sido los frutos cosechados, nuestra no ha sido la culpa sino de los tiempos corridos y de los hombres con quienes hemos militado’. Y agrega: ‘Aventajados en el destierro, pues llevamos en él la mitad de nuestra vida, obligados en consecuencia a ver la Patria desde la frontera vecina ni hemos alimentado jamás irreconciliables odios, ni mucho menos los atizaremos hoy. Somos hijos del pueblo y servimos al pueblo’.”
El año siguiente, 1897, Buenaventura Macabeo Maldonado ayuda a organizar el partido Republicano, en alianza con los partidarios de Rangel Garbiras y del general José Manuel Hernández.

### Últimos años
En octubre de 1899, es arrestado y enviado nuevamente a la prisión La Rotunda, por mandato del nuevo presidente Cipriano Castro. Debido a su precario estado de salud y a las repetidas gestiones de políticos y militares, fue ordenada su libertad. Huye junto con su hermano Samuel Darío Maldonado a Curazao. Desde allí, ambos hermanos se embarcan hacia Barranquilla y, una vez en la ciudad, Buenaventura Maldonado se dirige a Cúcuta. Llega en mayo de 1901, en estado de suma gravedad. Permanece en dicha ciudad exiliado hasta su muerte acaecida el 19 de diciembre del mismo año.

## Archivo de Buenaventura Macabeo Maldonado
En su escrito biográfico sobre Buenaventura Macabeo Maldonado, J.N. Contreras Serrano (1997), afirma que en Ureña existió un archivo con la documentación del general Maldonado del cual, su sobrina, Blanca Maldonado de Castro, pudo conservar dos cartas. Parte del  texto de estas cartas es el siguiente:
“Caracas, febrero 13 de 1881.
“Mis queridos papás:
“Ureña.
...
“La América está de duelo, y es muy probable que la República Argentina haya declarado a la fecha la guerra a Chile, pues no consiente la conquista. Aquí se dijo que un terremoto había destruido la capital: no se confirma. Esto no privaría la guerra, sino que la retardaría un poco más, caso de ser cierta aquella desgracia, que haría comprender que el diablo protege a Chile.
“Si los argentinos toman la revancha, es muy probable si Dios me lo concede, que vaya a militar con ellos: me iría entonces por el Atlántico vía de Río de Janeiro.
...
“Ojalá se hayan acordado de enviarme el bandolín y el tiple; pues me tienen loco aquí; y de no, habré de mandarlos hacer que es de temerse no me sirvan para nada como en el año pasado.
“Un abrazo a mi hermana y hermanos, saludos a mis amigos.
“Su hijo,

Buenaventura.”